# 李法行
李法行（?—?），北齐比丘尼，赵郡柏人县（今河北省邢台市隆尧县）人，出自赵郡李氏。
李法行是李灵的玄孙女，李恢曾孙女，李显甫孙女，李元忠之女。李法行幼年好道，断指发誓不嫁，于是出家为尼。所居在鄴城外三百里，往来都是走路，在路上有时不吃饭，饮水而已。遇要屠户牵牛，脱衣求赎，哭泣着跟随。雉兔这些小动物，都入其山居房室。北齐灭亡后，有瘟疫，她在路上施糜粥。异母弟李宗侃与族人李孝衡争地相毁谤，李法行说：“我有地，二家想要的，任你们来取，为什么轻致忿讼？”李宗侃等惭愧，于是让为闲田。